# Mycena leaiana
Mycena leaiana, tên tiếng Anh là orange mycena và Lea's mycena, là một loài nấm hoại sinh trong chi Mycena, họ Tricholomataceae. Chúng thường mọc thành đám dày trên gỗ cây rụng lá. Một thứ của loài này, Mycena leaiana var. australis, sống ở cả Úc và New Zealand.

## Phân loại
Ban đầu được Miles Joseph Berkeley đặt tên 1845 dưới danh pháp Agaricus leajanus, Pier Andrea Saccardo sau đó (1891) chuyển nó sang chi Mycena khi chi lớn Agaricus bị tách ra. Loài này được đặt theo tên Thomas Gibson Lea (1785–1844), một nhà sưu tầm nấm ở Ohio, người đã gửi những mẫu vật tới Berkeley.